# ماتزارونه
ماتزارونه (به ایتالیایی: Mazzarrone) یک کومونه در ایتالیا است که در استان کاتانیا واقع شده‌است.

## خصوصیات
ماتزارونه ۳۳٫۵ کیلومترمربع مساحت و ۳٬۸۷۰ نفر جمعیت دارد و ۲۸۵ متر بالاتر از سطح دریا واقع شده‌است.